# Tiểu Thời Đại
Tiểu Thời Đại hay Tiểu Thời Đại 1.0 (小时代)  là phim điện ảnh của đạo diễn kiêm biên kịch Quách Kính Minh dựa trên tiểu thuyết cùng tên của chính anh.
Bộ phim thành công về mặt thương mại và nhận được những phản ứng tích cực từ giới chuyên môn. Phần hai có tựa đề Tiểu Thời Đại 2 được quay song song cùng phần một của bộ phim và dựa trên phần hai của bộ tiểu thuyết đã ra mắt vào ngày 8 tháng 8 năm 2013. Tiểu Thời Đại 3 cũng đã nhanh chóng khởi quay và ra mắt công chúng vào ngày 17 tháng 7 năm 2014.

## Nội dung
Bộ phim dựa trên bộ truyện có tên là Tiểu Thời Đại với 3 phần 1.0, 2.0, 3.0 xoay quanh tình bạn của bốn cô gái gồm Lâm Tiêu, Cố Lý, Nam Tương và Đường Uyển Như sống giữa thành phố Thượng Hải phồn hoa nhưng đầy rẫy tham vọng, toan tính, khát khao của tuổi trẻ.
Bốn cô gái là bạn cùng lớp thời trung học và bạn cùng phòng khi lên đại học. Trong trường, họ phải đối mặt với áp lực nặng nề, làm quen với cuộc sống sinh viên nội trú, gặp rắc rối với những chuyện tình cảm xảy ra liên tục. Sau khi tốt nghiệp, họ dần thay đổi và vướng vào những mối quan hệ phức tạp khác trong cuộc sống và dần trở nên nghi kị và hiểu lầm lẫn nhau.

## Diễn viên
- Dương Mịch vai Lâm Tiêu, biên tập viên tạp chí M.E, trợ lý của Cung Minh
- Quách Thái Khiết vai Cố Lý, bạn thân của Lâm Tiêu, bạn gái của Cố Nguyên
- Kha Chấn Đông vai Cố Nguyên, bạn trai của Cố Lý
- Phượng Tiểu Nhạc vai Cung Minh, tổng biên tập tạp chí ME
- Quách Bích Đình vai Nam Tương, bạn thân của Lâm Tiêu
- Trần Học Đông vai Châu Sùng Quang, nhà văn nổi tiếng
- Tạ Y Lâm vai Đường Uyển Như, bạn thân của Lâm Tiêu, Cố Ly và Nam Tương
- Lý Duyệt Minh vai Giản Khê, bạn trai của Lâm Tiêu, bạn thân của Cố Nguyên
- Khương Triều vai Tịch Thành, bạn trai cũ của Nam Tương
- Thương Khản vai Kitty, thư ký của Cung Minh
- Đỗ Thiên Hạo vai Vệ Hải, người Đường Uyển Như theo đuổi
- Vương Lâm vai Diệp Truyền Bình, mẹ của Cố Nguyên
- Đinh Xảo Duy vai Viên Nghệ, vị hôn thê của Cố Nguyên
- Trần Bội Kì vai Doris, thư ký cũ của Cung Minh
- Nhậm Hữu Minh vai Cố Chuẩn

## Ra mắt và phản hồi

### Doanh thu phòng vé
Dù kinh phí sản xuất của bộ phim chưa đến 50 triệu nhân dân tệ, được chia làm 2 phần, mỗi phần vỏn vẹn 25 triệu, nhưng ngay ngày đầu tiên công chiếu, Tiểu Thời Đại đã đạt doanh thu hơn 73 triệu Nhân dân tệ
Bộ phim đã thu về US$79.7 triệu tại các phòng vé ở Trung Quốc.
Sau ngày ra mắt, doanh thu phòng vé của Tiểu Thời Đại 3 đạt 150 triệu tệ (~ 525 tỷ đồng), lập kỷ lục phim điện ảnh 2D nội địa ăn khách nhất Trung Quốc.

### Giải thưởng
| Giải thưởng                                                                                          | Hạng mục                        | Đề cử           | Kết quả   |
| --- | ------------------------------- | --------------- | --------- |
| Liên hoan Phim Quốc tế Thượng Hải lần thứ 16 Giải thưởng Điện ảnh của Đơn vị Truyền thông Trung Quốc | Phim ấn tượng nhất              | Tiểu Thời Đại   | Đoạt giải |
| Liên hoan Phim Quốc tế Thượng Hải lần thứ 16 Giải thưởng Điện ảnh của Đơn vị Truyền thông Trung Quốc | Đạo diễn mới xuất sắc nhất      | Quách Kính Minh | Đoạt giải |
| Liên hoan Phim của Điện ảnh Mỹ                                                                       | Giải thưởng cho phim nước ngoài | Tiểu Thời Đại   | Đoạt giải |